# Carl Gustaf Hellquist
Carl Gustaf Ingemar Hellquist, född den 4 september 1896 i Lund, död den 21 december 1973 i Stockholm, var en svensk jurist. Han var son till Elof Hellquist.
Hellquist avlade filosofie kandidatexamen vid Lunds universitet 1918 och juris kandidatexamen där 1922. Han genomförde tingstjänstgöring 1923–1925 och blev assessor vid hovrätten över Skåne och Blekinge 1929. Hellquist utförde lagstiftningsuppdraget för justitiedepartementet 1932–1935 och var byråchef för lagärenden vid justitiedepartementet 1935–1939. Han blev hovrättsråd 1936, revisionssekreterare 1937, tillförordnad expeditionschef i justitiedepartementet 1939 och var statssekreterare där 1939–1943. Han var justitieråd 1943–1963 och Högsta domstolens ordförande 1958–1963. Hellquist var redaktör för Nytt Juridiskt Arkiv 1949–1954 och utgivare av Sveriges rikes lag 1956–1973. Han blev riddare av Nordstjärneorden 1937, kommendör av andra klassen av samma orden 1941, kommendör av första klassen 1945 och kommendör med stora korset 1953.